# Проточность
Прото́чность (также время сохранения, удержания воды в озере) — мера, основанная на общем объёме озера и среднем объёме оттока воды из него. Определяет количество времени, необходимое единице воды, попавшей в озеро для выхода из него. Метрические измерения зависят от объёма озера, количества и многоводности рек в него впадающих, режимом осадков над зеркалом, средней глубины озера, характера ветров над его поверхностью, течений в озере. Особенно важна мера в экологии и лимнологии при оценке последствий загрязнения.

## Проточность для некоторых озёр
| Озеро                     | Проточность, лет |
| ------------------------- | ---------------- |
| Эри                       | 2,6              |
| Комо                      | 4,5              |
| Онтарио                   | 6,0              |
| Каспийское море           | 250              |
| Байкал                    | 350              |
| Озеро Восток (Антарктида) | 13300            |